# Города-музеи (книжная серия)
«Города-музеи» — книжная серия, выпускавшаяся издательством «Аврора» (Ленинград) в 1960—1970-х годах, на русском и английском языках. Книги издавались в виде альбомов увеличенного формата в суперобложке, были снабжены большим количеством цветных и чёрно-белых иллюстраций. География представленных городов охватывала Центр и Север России.

## Список книг серии по названиям
- Вологда / Г. И. Вздорнов. — Л., 1972; 1978.
- Загорск / М. А. Ильин. — Л., 1971.
- Кострома / С. И. Масленицын. — Л., 1968.
- Переславль-Залесский / С. И. Масленицын. — Л., 1975.
- Ярославль / И. Н. Воейкова, В. П. Митрофанов. — Л., 1973.
- Александров / А. И. Рогов. — Л., 1979.